# Meadow Lake (Saskatchewan)
Meadow Lake es una ciudad canadiense situada en la provincia de Saskatchewan.

## Superficie
Meadow Lake tiene una superficie de 12,37 km².

## Demografía
En 2021, tenía 5322 habitantes, una densidad poblacional de 430,2 hab./km², y 2125 viviendas.